# Cocullo
Cocullo è un comune italiano di 204 abitanti della provincia dell'Aquila in Abruzzo. Situato su un colle, estrema propaggine meridionale del monte Catini (1319 m s.l.m.), al confine tra valle Peligna e Marsica, nell'alta valle del Sagittario. Nel borgo si svolge annualmente la tradizionale festa dei serpari in onore di san Domenico abate.

## Origini del nome

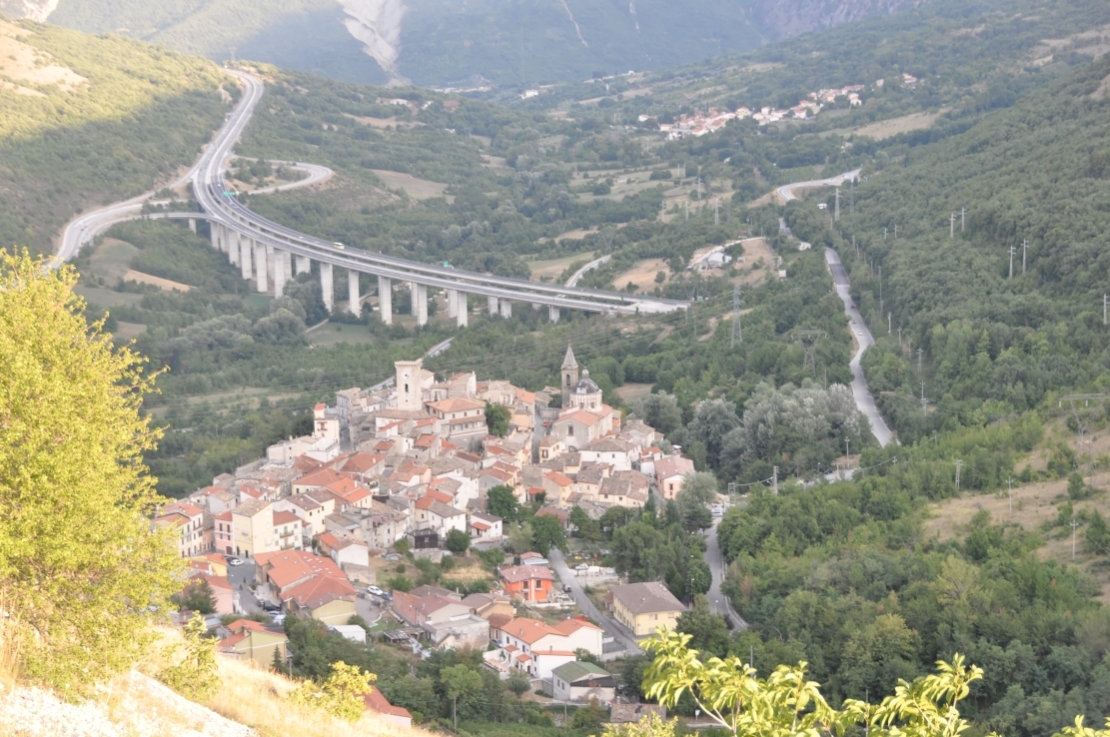
Veduta di Cocullo dalla strada provinciale per Ortona dei Marsi

Sull'origine del toponimo non ci sono certezze.
Un'ipotesi sull'etimologia di Cocullo è quella di farlo risalire all'abitato di età romana “Koukolon” citato anche da Strabone.

## Storia

### Origini
Essendo situato al confine ancora attuale tra l'area peligna e quella marsicana, il paese deve essere stato fondato da uno o da entrambi i popoli italici (Marsi e Peligni): pertanto risulterebbe esser stato sottoposto, in età preromana, all'influsso di entrambe le culture, che forse ebbero modo di mescolarsi. Definito da Strabone "Koukolon" (paese di confine della popolazione sannita peligna di Superaequum con la Marsica), in latino il paese era noto come "Cuculum", e il nucleo originario è oggi visibile presso contrada Casale. Il villaggio fu conquistato da Roma durante la guerra sociale nell'89 a.C. e poi ricostruito come importante stazione di passaggio nel valico dei monti che separano la Marsica dalla valle Peligna.
Oltre a testimonianza di necropoli italiche rinvenute tra Anversa e Casale, sono state trovate presenze di strutture murarie di età romana con pavimenti a mosaico, mura e sporadici rinvenimenti del periodo imperiale. Dei bronzetti ritraenti il dio Ercole, segno della presenza di un santuario, sono conservate nel Museo civico di Sulmona, nei pressi di Casale. Non si hanno più notizie riguardo al periodo del tardo impero romano, fatto sta che Cuculum subì le invasioni gotiche e bizantine nel V-VI secolo d.C., e il pagus venne lentamente abbandonato per arroccarsi sopra il colle dove sorge l'abitato medievale, eretto dai Longobardi.
In riferimento alla famosa festa patronale dei Serpari, si attribuiscono le origini al culto marsicano della dea Angizia, che sapeva dominare il fuoco e i serpenti. La credenza e la tradizione italica era così forte che i Romani affibbiarono a questo popolo il nome di guaritori e di maghi che usavano il veleno del serpente. Probabilmente questo rito era praticato anche nel villaggio romano di Cocullo, e con l'arrivo del cristianesimo, la figura di San Domenico abate venne associata a questa tradizione già millenaria, venendo purificata dal paganesimo per assumere un simbolico valore taumaturgico cristiano.

### Medioevo
Rifondato dai Longobardi come piccolo presidio fortificato, dotato di una torre centrale di guardia, quella della chiesa di San Nicola, Cocullo fu incluso nel IX secolo nella Contea di Valva (di Corfinio), che era inclusa nel ducato di Spoleto, dotata di un sistema governativo proprio, che rispondeva tuttavia alle esigenze della dinastia sassone degli Ottoni, almeno sino all'XI secolo. In seguito Cocullo entrò sempre di più nelle mire espansioniste del Conte dei Marsi di Celano, che inglobò praticamente tutti i territori romani della Marsica con un sistema speciale di fortificazioni e torri di avvistamento. Il castello di Cocullo, che vi fu costruito nel Medioevo sopra la torre longobarda, appartenne ai conti di Celano, e successivamente nel XV secolo ai Piccolomini (Antonio Maria Piccolomini nel 1463 e poi Alfonso). 

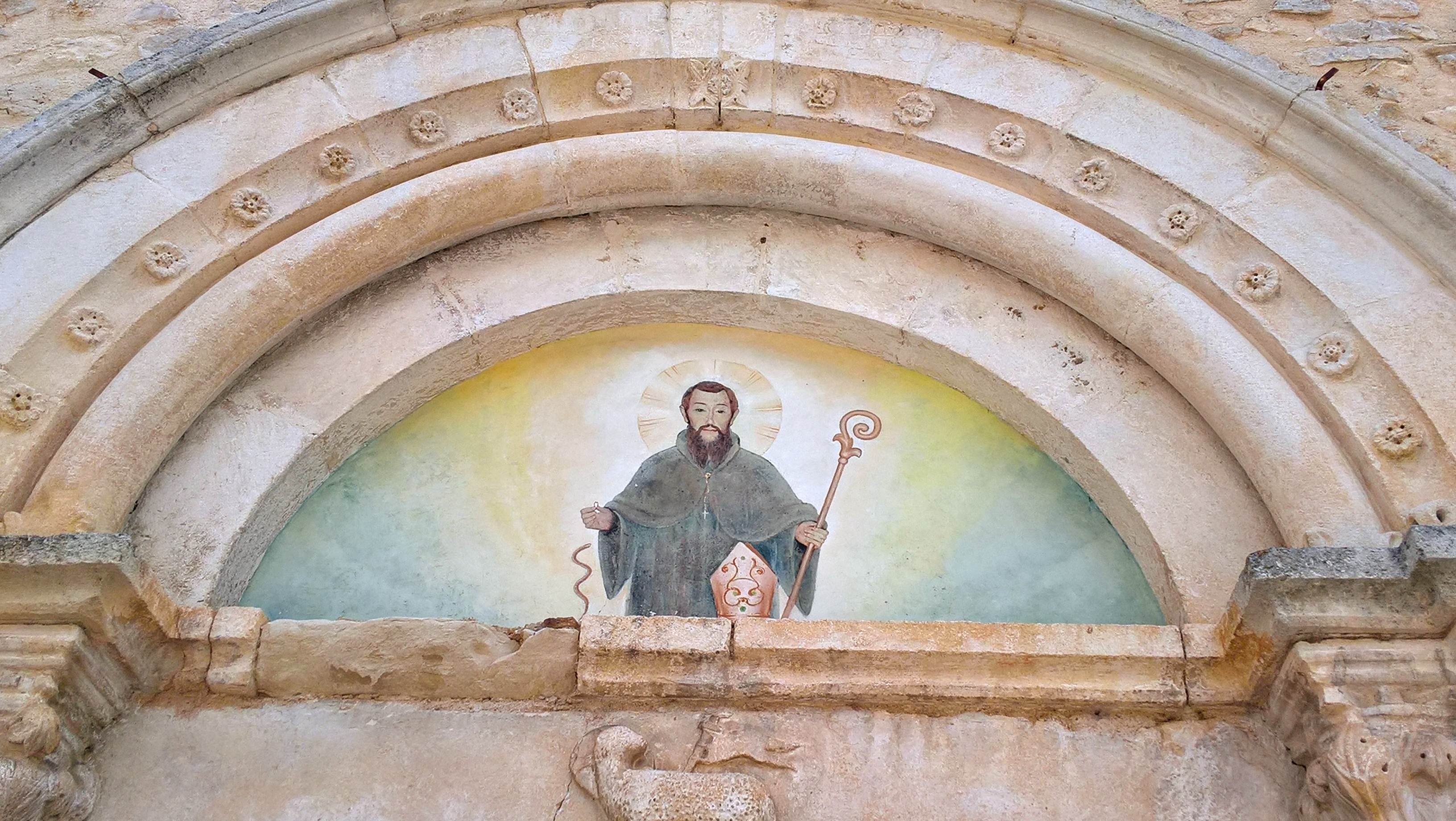
San Domenico Abate ritratto nella lunetta della Parrocchia di Santa Maria di Loreto a Villalago

Numerose furono le famiglie che vennero dopo la rovina dei Piccolomini nel XVI secolo: i Peretti, i Savelli, i Barberini che avevano anche il feudo vicino di Gagliano Aterno e i Colonna, che conquistarono la Marsica dopo la cacciata degli Orsini. Nel 1591 il paese passò a Donna Camilla Peretti, nel 1806 invece con l'abolizione bonapartista del feudalesimo, Cocullo divenne comune autonomo.
All'epoca tardo longobarda (X secolo) si fa risalire la presenza a Cocullo del santo Domenico Abate di Sora, ritenuto protettore contro le tempeste, la febbre, il mal di denti, la rabbia e il morso dei cani e dei serpenti. Il santo recandosi in Abruzzo, passò per il borgo di Villalago, meditando presso una grotta che oggi porta il suo nome. Lì avrebbe compiuto un prodigio intimando a un lupo che aveva rapito un infante dalla famiglia per mangiarselo, di tornare col fagotto dai genitori per restituire il bambino. Tuttavia Domenico venne minacciato di morte, e fuggì da Villalago raggiungendo Cocullo, frapponendo all'ingresso delle porte un orso, in modo che Cocullo non subisse il saccheggio. Rimanendo 7 anni nel borgo, San Domenico volle essere riconoscente presso i paesani donando alcune sue reliquie: un molare ancora conservato nel santuario contro il mal di denti, e il ferro della sua mula. Tali reliquie servirono ai cittadini per proteggersi dal morso dei serpenti velenosi, molto presenti in queste terre, e per curare il mal di denti avvalendosi del molare.
Infatti è usanza dei cittadini, il giorno della festa, suonare la corda della campanella della chiesa, proprio con i denti, per proteggersi dal demonio, inoltre nella grotta con l'eremo presso Villalago si trova della terra benedetta, raccolta dai fedeli per avere il campo rigoglioso, per favorire prosperità in famiglia.

### Dal XVII secolo a oggi
Non si hanno notizie di rilievo riguardante Cocullo nel XV-XVII secolo. Nel 1706 fu danneggiato dal terremoto nella Maiella, e ugualmente nel 1915 dal forte terremoto di Avezzano, tanto che la torre di San Nicola porta ancora gli evidenti segno di distruzione della cima. Durante la seconda guerra mondiale Cocullo non fu direttamente coinvolta, dato che le operazioni militari si concentrarono nella sottostante Conca Peligna dove passava la ferrovia, con la creazione del campo d'internamento di Fonte d'Amore. Tuttavia ci furono dei bombardamenti aerei alleati, che minacciarono seriamente il paese, e la grotta di San Domenico a Villalago.
Il paese negli anni a seguire, in via di spopolamento, ha concentrato tutta la sua forza sulla tradizionale "Festa dei serpari" che si tiene ogni primo giovedí di maggio, in onore di San Domenico abate. Infatti il santo approdò a Cocullo nel suo lungo peregrinare nel X secolo, dopo aver compiuto un miracolo a Villalago, ammansendo un lupo che aveva rapito un neonato. La tradizione cristiana si mescolò ai rigurgiti di paganesimo, della venerazione dei serpenti dedicati alla dea Angizia, costituendo il rito contemporaneo.

### Simboli
Lo stemma e il gonfalone del comune di Cocullo sono stati concessi con decreto del presidente della Repubblica del 29 gennaio 2003.
Il gonfalone è un drappo di rosso con la bordatura di azzurro.

## Monumenti e luoghi d'interesse

### Architetture religiose

#### La torre medievale e la chiesa di San Nicola

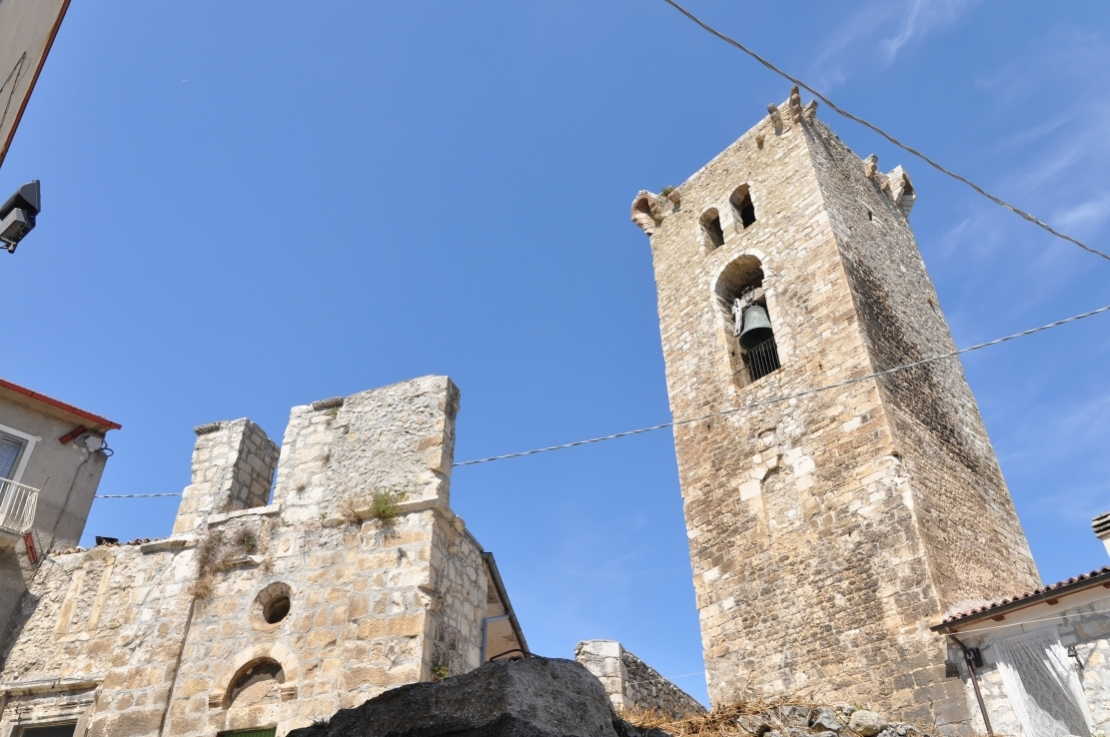
Chiesa di San Nicola

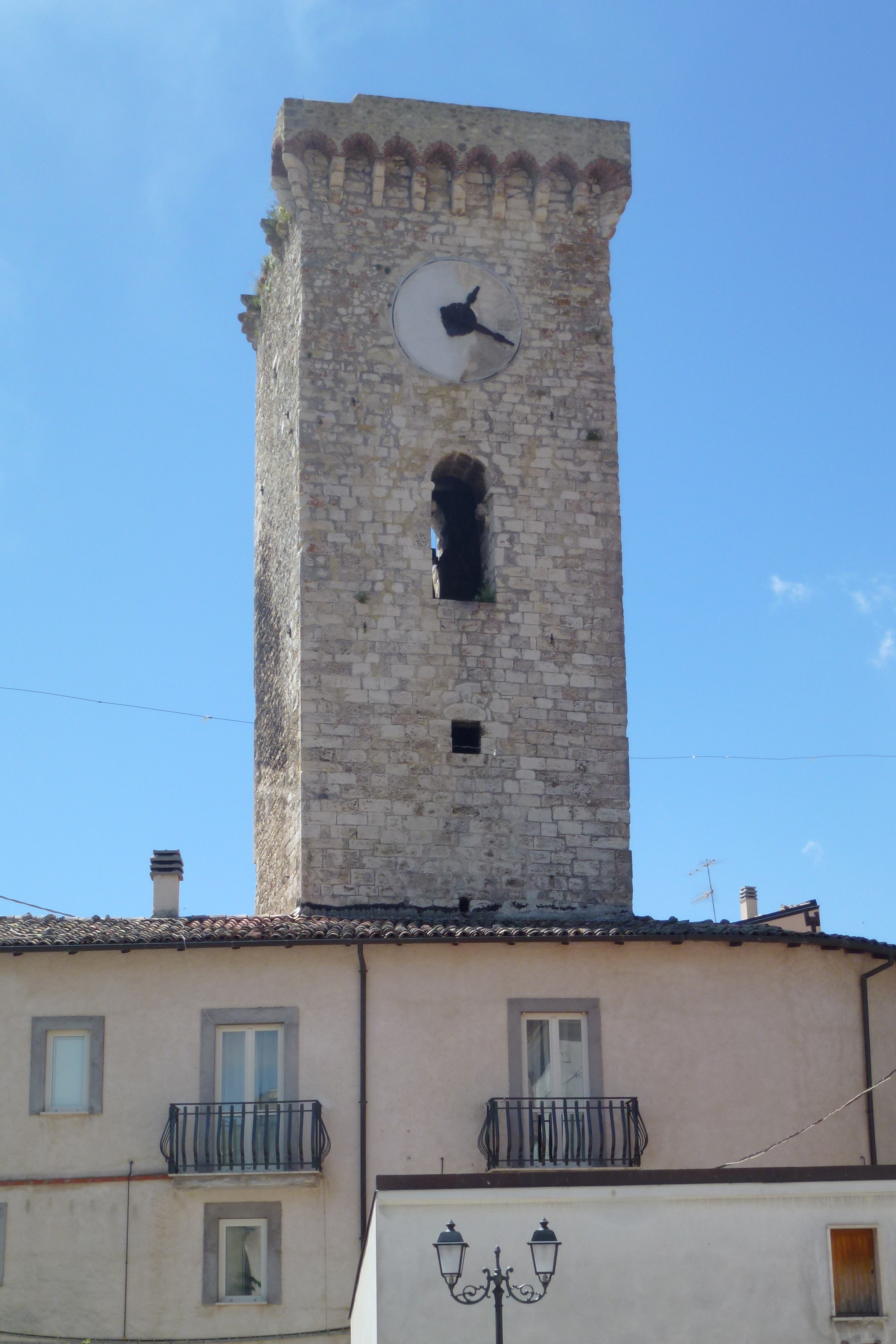
La torre di San Nicola

Tra le principali opere del centro storico di Cocullo vi è la torre medievale in muratura, costruita con blocchi di pietra di base quadrata.
Questa torre è stata adattata poi come campanile della chiesa di San Nicola. Si trova nella parte alta del borgo, poiché la torre di guardia longobarda fungeva da avvistamento.
La torre fu edificata nel XII secolo, quando Cocullo fu conquistata dai Normanni, e venne convertita a campanile già in questo secolo, esistendo già la cappella del palazzo baronale o castello, citata nella bolla di papa Lucio III (1181) e nella visita pastorale del vescovo dei Marsi nel 1356. Fu danneggiata con i terremoti del 1706 e del 13 gennaio 1915 con epicentro nei pressi di Avezzano, che troncò quasi tutta la muratura superiore a merlature e beccatelli, ornamento fatto realizzare nel XV secolo, probabilmente dal feudatario Antonio Piccolomini. La torre è a pianta quadrata con grandi blocchi di pietra squadrati, sistemati a realizzare una solida struttura muraria: nel XIX secolo fu aggiunto l'orologio civico. La torre si trova staccata dalla chiesa ricavata dalle rovine del palazzo baronale: il prospetto anteriore presenta una singola cella campanaria, al livello superiore due piccole monofore. La porzione maggiormente conservata è posteriore all'ingresso della chiesa, sono presenti ancora i beccatelli sporgenti, più in basso lungo la parete verticale si intravede l'orologio. I vani che alloggiano le campane furono realizzati nel XV secolo si presume, o più tardi, dopo il 1706.
La chiesa come detto risale al XII secolo, ma l'attuale è frutto della trasformazione del vecchio castello, raggiungendo l'impianto attuale, almeno per quanto concerne l'interno, dopo il 1706, mentre la facciata è anteriore. La facciata primitiva è chiusa da lesene angolari, restano tracce del coronamento orizzontale e al centro un piccolo portale romanico architravato, chiuso da lunetta che conserva tracce di affresco rinascimentale della Madonna col Bambino. In asse col portale, al centro di facciata c'è un oculo privo di colonnine, e in alto lo stemma del duca Sarchia, leggendario signore di Cocullo, che secondo la leggenda impose lo "ius primae noctis", venendo ucciso per questo dai paesani. Ai secoli successivi sono da ascriversi le aperture delle finestre superiori, del portale laterale con la cornice aggettante, sostenuta da mensola a voluta (XVII secolo). L'interno a pianta rettangolare è diviso in tre navate, ricoperte da intonaco in stile neoclassico, con la trabeazione che corre lungo il perimetro, la volta a botte lunettata, e l'arco trionfale che introduce al presbiterio, con copertura a volta circolare riccamente affrescata, lo stesso tipo di volta a calotta ricorre nei brevissimi bracci laterali del transetto. Sul lato sinistro si trova il pulpito ligneo, l'abside semicircolare è stata rifatta seguendo lo stile romanico, con ordine di aperture (5 in tutto) che rispecchia lo stile romanico delle basiliche romane.

#### Chiesa della Madonna delle Grazie

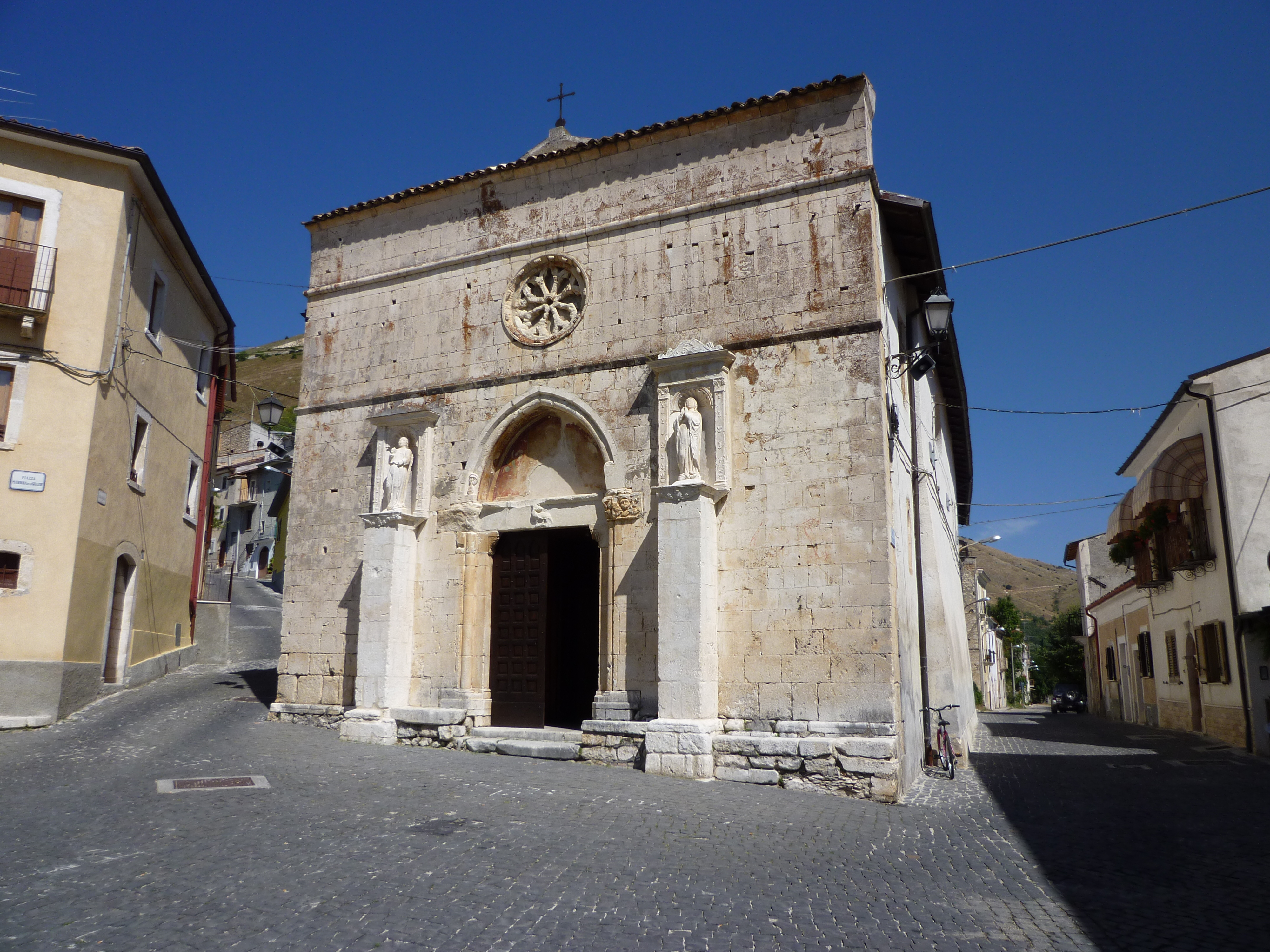
Santa Maria delle Grazie

La chiesa di Santa Maria delle Grazie si trova nella parte centrale del paese, in Piazza Madonna delle Grazie. La chiesa risale al XIII secolo, costruita sopra un tempio romano (il santuario di Giove), e forse inizialmente intitolata a San Panfilo di Sulmona, il santo patrono della diocesi Valvense insieme a San Pelino da Brindisi. La chiesa attuale, almeno per gli interni, è frutto di rimaneggiamenti del XVIII secolo, che hanno cambiato l'aspetto medievale in tardo barocco. Dal 2009 per l'inagibilità del santuario di San Domenico e per i lavori di restauro molto ritardati dalla burocrazia, le funzioni della festa patronale di San Domenico si tengono in questa chiesa, in attesa della riapertura del santuario.

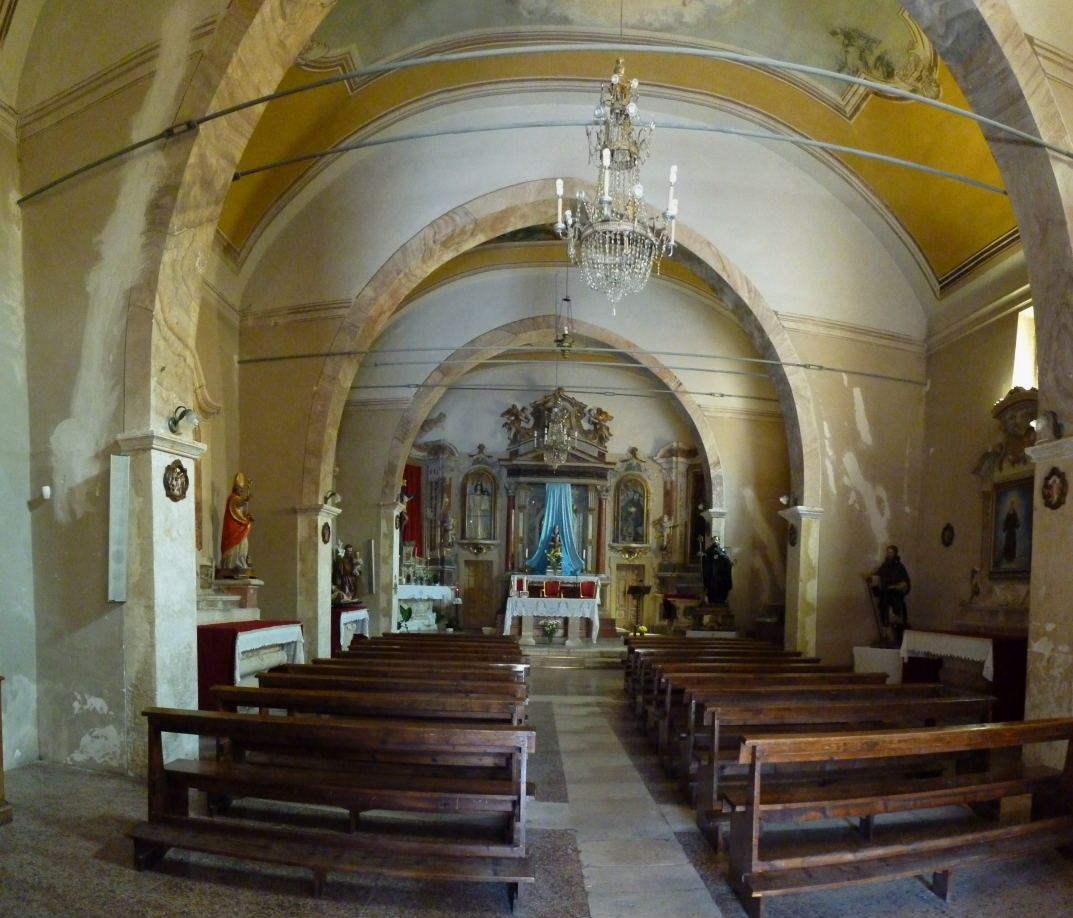
Interno della chiesa della Madonna delle Grazie

La chiesa ha impianto rettangolare, ha la facciata trecentesca che mostra lo stile gotico internazionale italiano, ripartita in tre fasce da due cornici orizzontali marcapiano. Al centro della base si trova il portale in pietra ad arco ogivale, poggiante sopra uno zoccolo, con architrave sostenuto da mensole angolari, decorato al centro della lunetta da un rilievo dell'Agnus Dei. Il portale è sormontato da una lunetta ogivale in origine affrescata, sostenuta da colonne e capitelli ed elementi vegetali di foglie, affiancate da mensole d'imposta di cui la destra conserva la decorazione a carattere antropomorfo. Ai lati del portale sono presenti due lesene del XVI secolo, con edicole rettangolari contenenti statue di santi, un elemento del tutto simile al portale monumentale di Nicola Salvitti del Duomo di San Panfilo a Sulmona. In asse col portale al centro di faccia si trova il rosone a raggiera, con 8 colonnine e arcatelle trilobate a sesto acuto, collocate dentro una cornice ornata in foglie di palma intagliate.
Sulla destra si trova il portale secondario datato 1552, con architrave decorato da una scultura zoomorfa, che immette nella campata del presbiterio. L'interno della chiesa è a navata unica, diviso in quattro campate a sesto ribassato, e presenta il presbiterio poco rialzato: la struttura risale alla metà del XVIII secolo, lungo le pareti laterali in corrispondenza ci ciascuna campata ci sono una coppia di altari, nell'abside sono poste simmetricamente ai lati dell'altare coppie di nicchie con statue di santi. Di pregio i resti di affreschi rinascimentali presso il lato destro della navata, mostranti le scene della Crocifissione, delle Dolenti e delle Deposizione; vicino all'entrata laterale si trova un trittico ritraente Sant'Antonio, la Maddalena e Sant'Amico.

#### Chiesa santuario di San Domenico

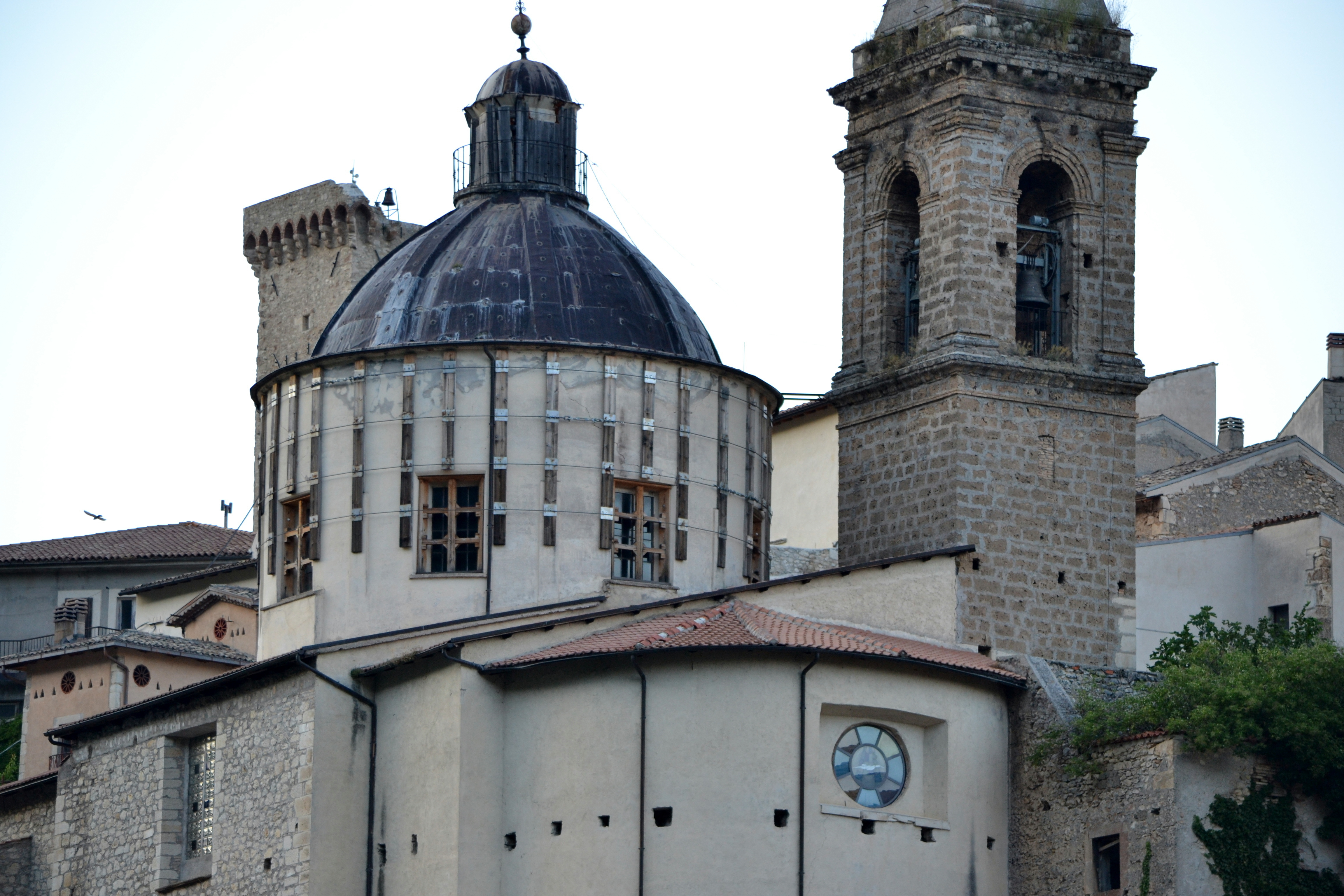
Il santuario

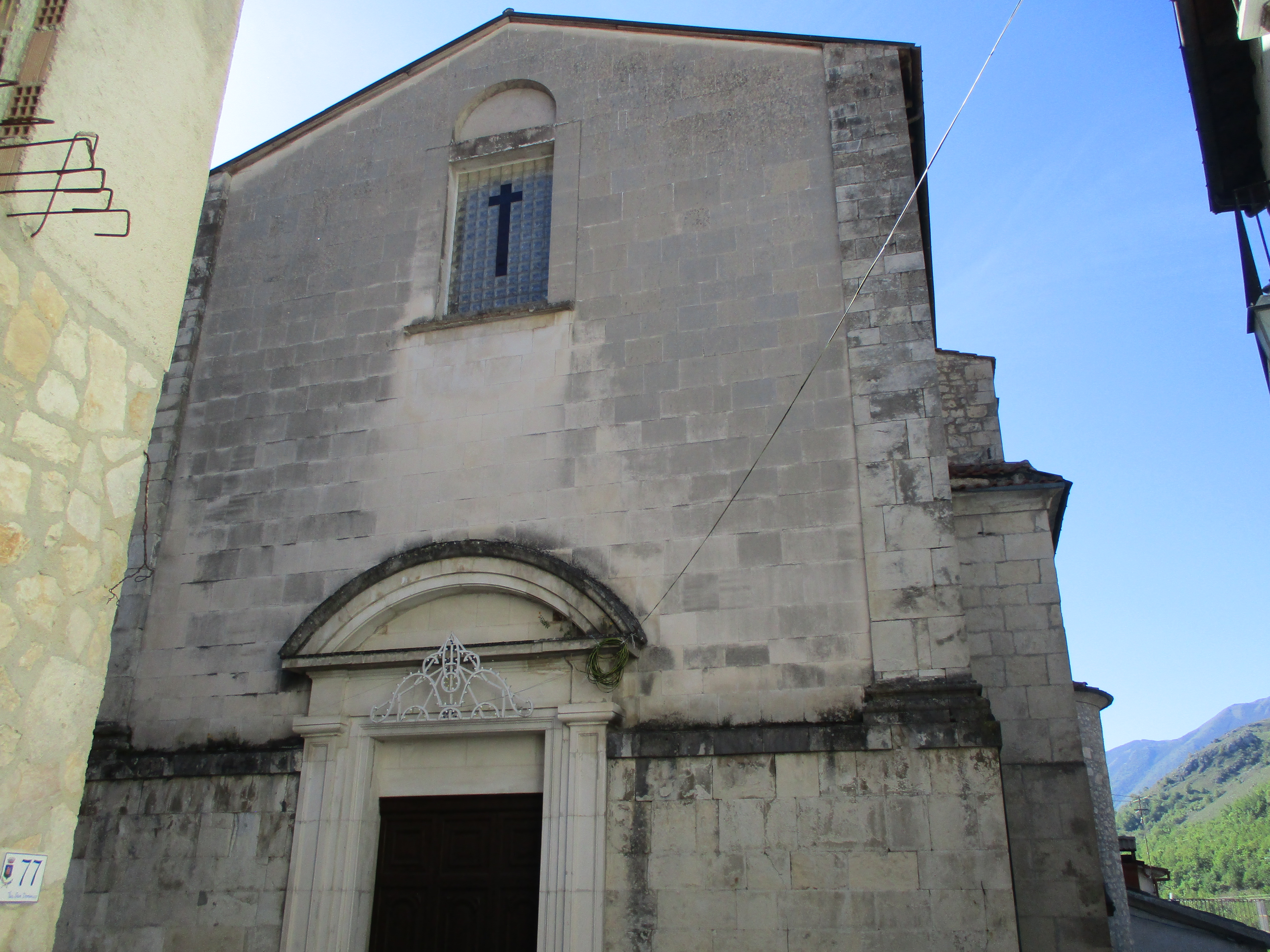
Facciata del santuario

Caratterizzato dalla grande cupola a tamburo e del campanile a cuspide piramidale, la chiesa fu edificata nel XVI secolo dedicata prima a Sant'Egidio e poi a Domenico di Sora, la festa del santo si teneva ogni primo giovedì di maggio. Nel '700 l'arciprete don Crescenzo Arcieri pensò bene di universalizzare la festa del santo, poiché le serpi dell'antico culto di Angizia venivano portate in mostra in una vicina osteria, e l'arciprete dispose che venissero condotte direttamente nella chiesa, cristianizzando il rito pagano. La solennizzazione ufficiale avvenne con la disposizione comunale del 24 aprile 1818, con la prima processione della statua del santo inghirlandata di serpi. La maggior parte dei documenti riguardo alla chiesa provengono dall'archivio comunale. Nel 1863 la chiesa appariva in cattivo stato e minacciava il crollo, sicché per il prestigio della festa e del santo, si propose l'abbattimento e la ricostruzione ex novo.
Nel 1865 iniziò la raccolta dei fondi, da parte delle 4 confraternite della Madonna delle Grazie, del Sacramento, di San Domenico e del Pio Monte dei Morti. I lavori iniziarono nel 1867, e nell'arco di tre anni la chiesa fu nuovamente consacrata. Ai fondi parteciparono anche le mani del pontefice, del governatore dell'Abruzzo e del Principe Alessandro Torlonia di Avezzano. I lavori tuttavia, non essendo ancora terminati, ripresero nel 1897 a tutti gli effetti, portati avanti dall'impresa di Francesco Piccirilli di Pescina, poi da Ferdinando Passacantando di Chieti, che ricostruì la cupola che era crollata nel 1902, e il campanile. Gli affreschi interni vennero eseguiti per volere di don Loreto Marchione dai fratelli aquilani Giovanni e Berardino Feneziani, mentre il sito veniva visitato dagli intellettuali Francesco Paolo Michetti e Gabriele D'Annunzio, il primo immortalando i riti delle serpi in alcune sue tele, conservate nel Museo di Francavilla al Mare, il secondo parlando del rito delle serpi nella tragedia La fiaccola sotto il moggio (1905).
A causa dei danni del sisma del 6 aprile 2009, il santuario è chiuso, le funzioni si svolgono nella chiesa delle Grazie.
La facciata del santuario è in conci di pietra, realizzata nel XX secolo, caratterizzata da un'alta zoccolatura racchiusa ai lati da due paraste che arrivano a toccare le falde della copertura a capanna. Al centro il portale architravato in pietra a cornice modanata, inquadrata da coppia di lesene che sostengono il fregio liscio, sormontato da lunetta a profilo ribassato. In asse in cima vi è una finestra rettangolare conclusa da arco cieco a tutto sesto. Il pregevole portale settecentesco, rimontato lungo il fianco destro, presenta una cornice in pietra sagomata, arricchito da lesene decorate e architrave scolpito a motivi floreali, che si conclude con timpano spezzato, sostenuto da mensole binate, al centro del quale si trova un timpano minore. Le ante lignee sono a cassettoni intagliati, molto rovinate. La cupola poggia su un alto tamburo cilindrico, coronata da una lanterna centrale, e il campanile laterale quadrato ha una cuspide, dei primi decenni del Novecento.
L'interno è a navata unica con abside semicircolare, coperta da catino decorato con stucchi dipinti, al centro della quale si trova l'altare maggiore. Nella superficie muraria alle spalle dell'altare si alternano nicchie con statue e lesene scanalate, con capitelli compositi, che scandiscono anche le pareti perimetrali. Sul lato di destra dell'aula c'è il pulpito ligneo riccamente decorato e intagliato, e a sinistra si apre la cappella di San Domenico: nella nicchia sopra la mensa si trovava la statua del santo, ai lati dell'altare maggiore a tabernacolo, con statue di santi e angeli che suonano trombe, opera di Giovanni Feneziani (1912), due aperture retrostanti immettono in una piccola grotta naturale, nella quale i fedeli prelevano la "terra benedetta" di San Domenico per essere sparsa nei campi e preservarli dai danni. Nella stessa cappella si trova la campanella che i fedeli tirano con i denti il giorno della festa patronale.

#### Chiesetta di Santa Maria in Campo
Sorge nella frazione di Casale presso la via che porta ad Anversa degli Abruzzi. Sembrerebbe risalire al XII secolo, o anche prima, poiché era citata come grancia della chiesa di San Giovanni in Campo, chiesa dipendente dall'abbazia di San Vincenzo al Volturno. Passò sotto la giurisdizione del monastero di San Pietro de Lacu presso Villalago (di cui oggi si conservano rovine lungo la strada di Anversa), e poi ancora all'abbazia di Montecassino. Dopo i danni del terremoto del 2009, è stata riaperta nel 2011.
L'esterno conserva ancora le tracce romaniche, la facciata mostra cantonali in pietra viva e terminazione a capanna. Al centro il portale ogivale della prima fase gotica del XIII secolo, in pietra lavorata, costituito da doppia ghiera su piani sfalsati, poggiante su capitelli sostenuti da piedritti. A sinistra dell'ingresso la piccola finestra rettangolare, con mensola aggettante, è sormontata da una croce: in asse col portale un'altra aperture più grande. Il muro perimetrale sinistro è in pietra a vista, con piccolo contrafforte per garantire sostegno alla struttura. L'interno è a navata unica, con la copertura a capriate lignee: di pregio è il presbiterio con l'altare, dove si trova l'altare originario in lapide, sormontato da nicchia con la cornice in pietra. Vi si trova la statua della Madonna Assunta, portata in processione il 15 agosto.

### Architetture civili

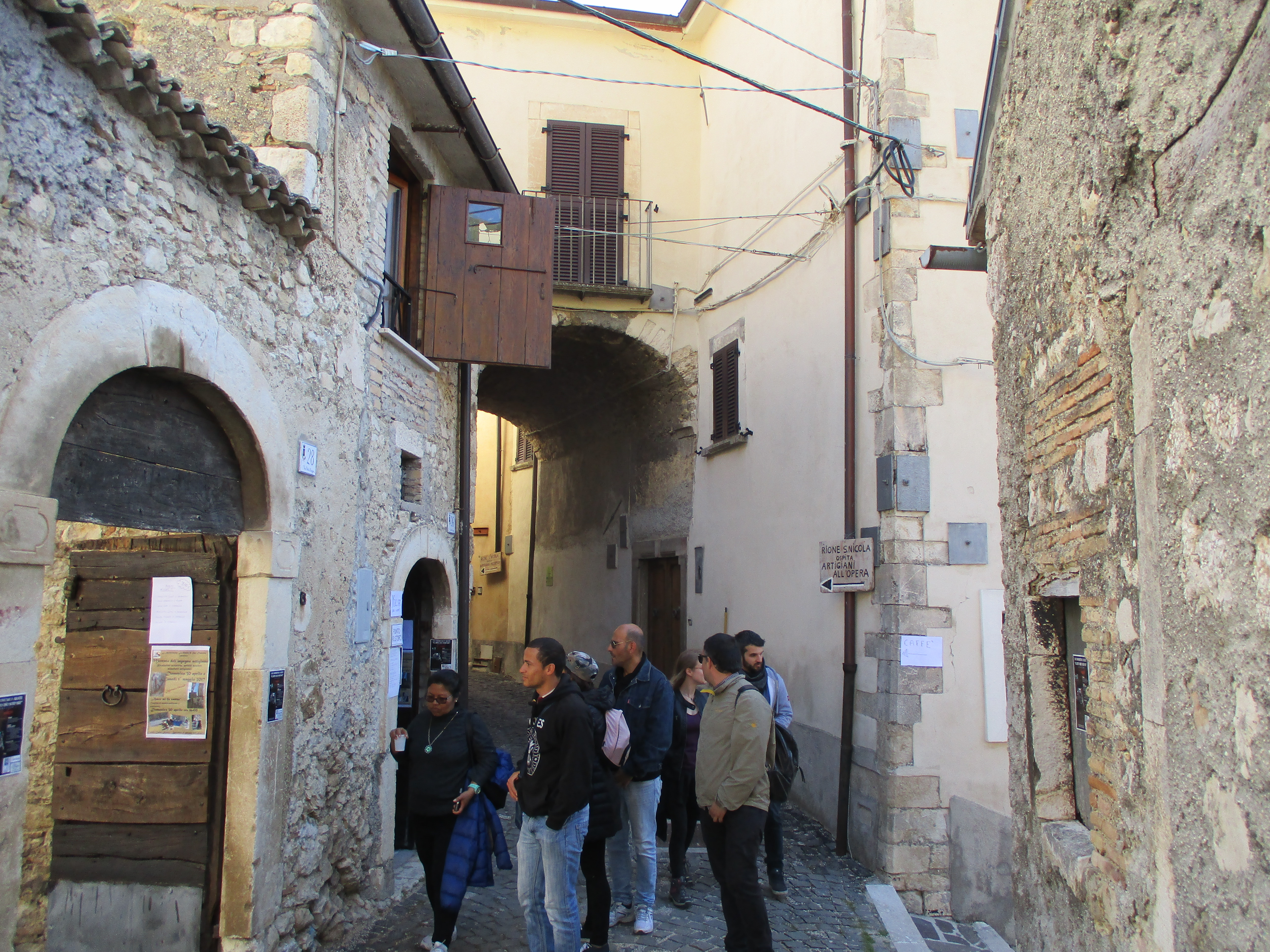
Rione San Nicola

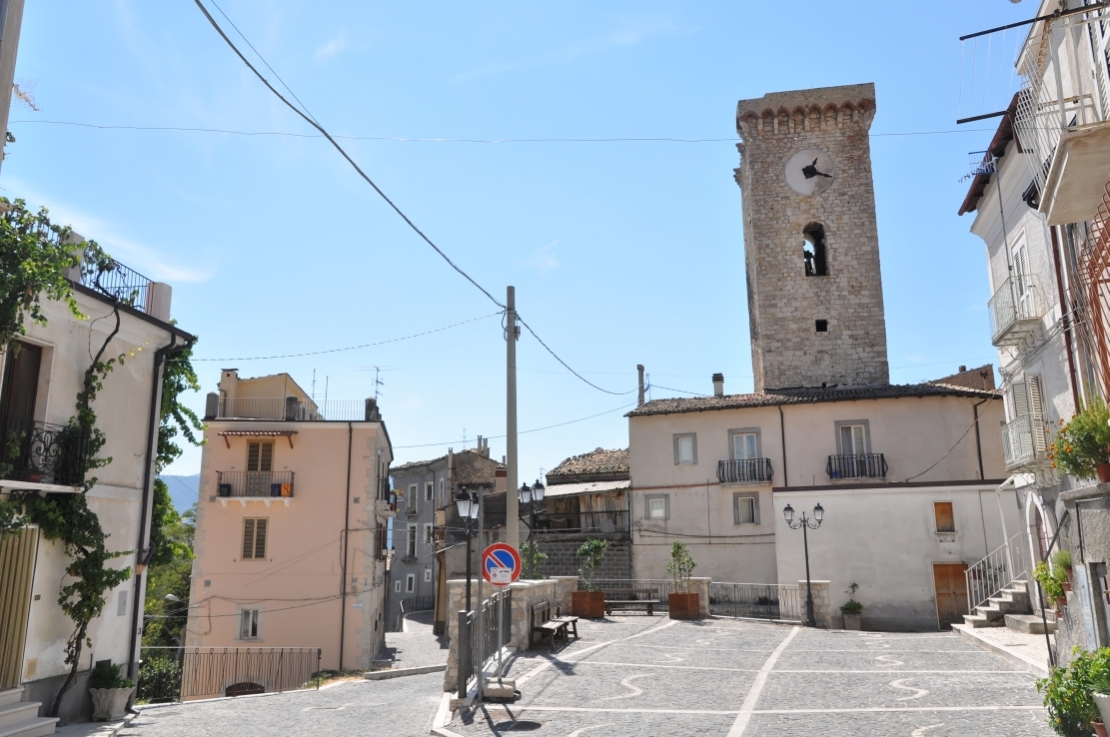
Torre medievale di San Nicola

Il borgo di Cocullo è percorribile seguendo il tracciato stabilito dalla processione di San Domenico, partendo dal santuario. Vicino a questo c'è la Casa Marano, palazzo signorile con finestre e portali del XVII secolo arricchiti da decorazioni floreali. Architetture di interesse si trova anche lungo la strada della Rua Santa, lungo il lato destro della chiesa, con i portali e i rilievi a carattere vegetale, floreale, giungendo da qui a Porta Renovata, piccolo passaggio coperto e recentemente riaperto e restaurato, che si affaccia sulla valle. Dalla chiesa si sale lungo via Porta Ruggeri, sul lato sinistro del santuario si trova un piccolo edificio con portale ad arco e due parapetti laterali, tipica struttura delle botteghe medievali e rinascimentali del borgo.
Al di sopra dell'arco è visibile un bassorilievo barocco, anche se rovinato, rappresentante due amorini che sorreggono uno stemma contornati da girali vegetali. Il retro della casa conserva la muratura medievale e resti di portali murati, visibili da via Rua Sacco, la strada in discesa verso la valle, che ha mantenuto l'aspetto originario. Tra questi edifici c'è da notare casa Squarcia, palazzetto signorile settecentesco. Porta Ruggeri che rende il nome dalla famiglia di Celano che ebbe il feudo di Cocullo, è dotata di un grande arco esterno che conserva le mensole d'imposta e il piedritto; prima di questa porta c'è un vicolo che porta alla salita di San Nicola: inseriti nelle mura medievali si vedono gli edifici del borgo fortificato superiore, con i portali rifatti nel XVI secolo. Da Porta Ruggeri si entra nel borgo medievale vero e proprio, percorrendo via Sant'Orsola, con imponenti edifici laterali ricavati forse dalle mura del palazzo baronale. da notare infatti una bifora quattrocentesca durazzesca dell'ultimo palazzo di via Porta Ruggeri. La strada prosegue in salita, inoltrandosi nella parte più antica di Cocullo, con gli edifici decorati da portali a cornice modanata e fregi in chiave di volta. Prima di superare Porta di Manno, a sinistra si trova il rione San Nicola, la parte più elevata e più antica. Gran parte del rione è stato rifatto dopo il terremoto del 1915, il materiale originale è stato usato per la costruzione di nuovi edifici, nelle vicinanze della torre di San Nicola infatti sono riconoscibili le prigioni e le fondamenta del palazzo baronale
Porta di Manno è l'unica ad arco ogivale con le mensole d'imposta e i piedritti originali, che consentono l'accesso alla strada omonima che porta in Piazza Aracella, e da qui in via Orto Magliocco, si notano edifici privati del XVII-XVIII secolo, come un palazzo settecentesco dalla finestra e dagli stipiti a cornice finemente intagliata. Percorrendo via Aracella e via san Domenico si giunge in piazzale Madonna delle Grazie con la chiesa omonima.

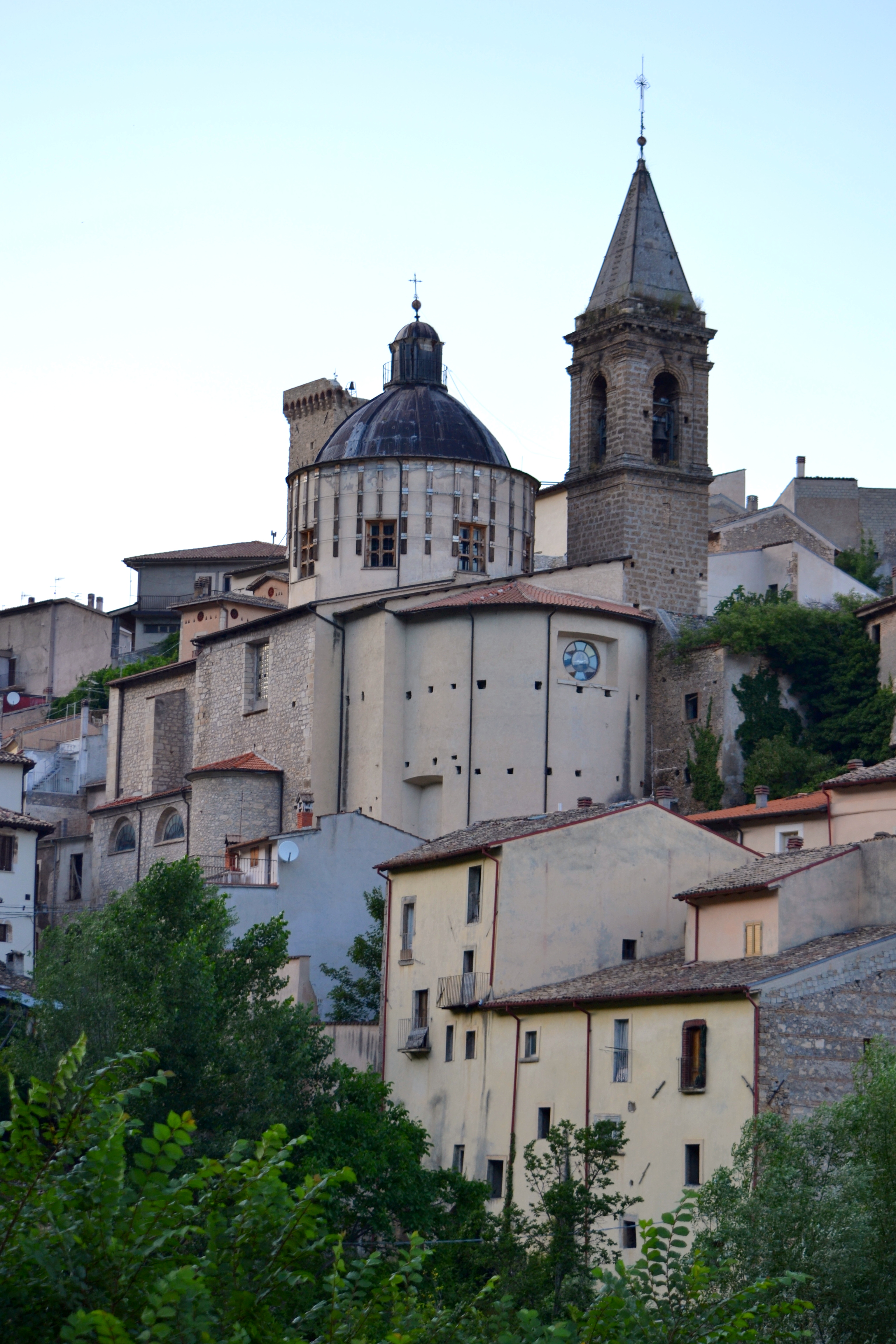
Rione San Domenico

Gli edifici della Discesa San Domenico conservano altre lapidi di rilievo, un'epigrafe del XVI secolo con un calice disegnato al centro, nei pressi del santuario si trova inoltre la fontana duecentesca con abbeveratoio. A sud di Cocullo si trova la frazione Casale, anch'esso conservato abbastanza bene nel borgo medievale a caratteristiche agro pastorali. Vi si trova la fonte del Canale.

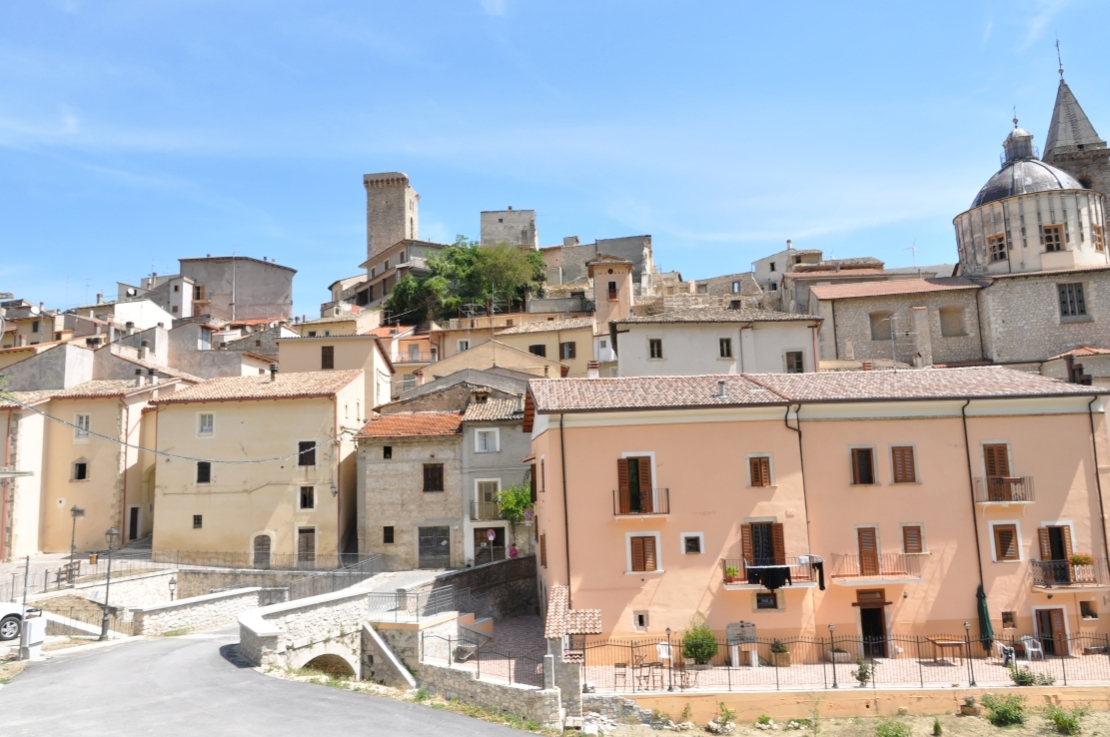
Panorama di San Nicola e San Domenico

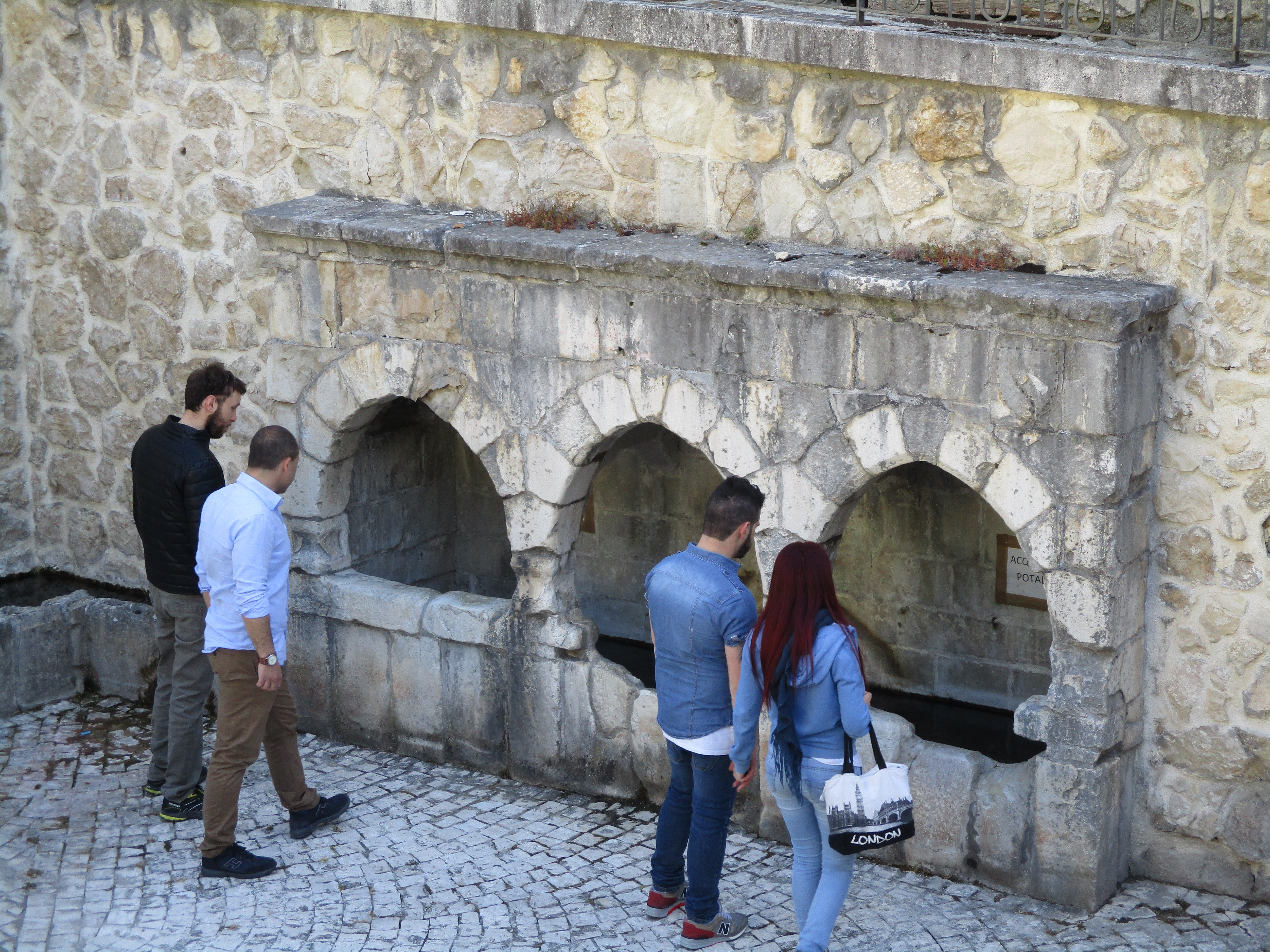
Fontana duecentesca

- Fontana duecentesca: in via della Fonte, risale al XIII secolo, anche se subì modifiche nel XV secolo. Fu realizzata per volere dei Conti di Celano appena fuori dal paese, in funzione di abbeveratoio e lavatoio. Danneggiata dal terremoto del 1915 è stata ristrutturata seguendo lo stile originario. Del tipo a nicchie incassate nel corpo principale in pietra, la fontana è addossata a una parete, composta da tre nicchie ogivali incassate, con parapetti in blocchi verticali e rifiniti superiormente con pietre trasversali, eccetto il primo a sinistra: ancora in sede sono rovinati dal tempo e in parte mancanti per asportazione. L'interno è tripartito, coperto con pietre lavorate a falsa volta a crociera, e in una delle vasche il piano è forato per posizionare le conche per attingere. Dai parapetti si elevano tre archi a sesto acuto in conci di pietra squadrati, tangenti con la sommità degli archi una serie di conci rettangolari. Nella parte destra su un blocco si trova lo stemma dei Conti dei Marsi, quindi la cornice modanata aggettante.
- Casa Marano: nel 1800 vi nacque il filosofo Giambattista Gentile. Si trova attaccata alla chiesa di San Domenico. Ha la facciata a intonaco, sulla quale si dispongono finestre e portali in pietra impreziositi da motivi fitomorfi. L'ingresso principale è ad arco a tutto sesto con specchiature a fondo bocciardato, sua su piedritti che sulla ghiera, poggiante su capitelli finemente scolpiti e con la chiave di volta ornata da voluta. Sopra di essa si apre un sopraluce a cornice mistilinea con elementi floreali, sulla muratura a destra è presente un arco a blocchi di pietra tamponato, alla base del quale affiora la roccia del colle dove sorge il nucleo abitativo. Sul lato rivolto in via Porta Renovata, si intravede una torretta cilindrica semi inglobata e intonacata.
- Casa Squarcia: in via Rua del Sacco, ha la facciata intonacata in zoccolatura, sulla quale risaltano gli elementi architettonici realizzati in pietra, costituiti dalle semplici cornici di finestre e balconi, disposti su tre ordini, e dalla mostra del portale di ingresso. Quest'ultima a terminazione rettilinea, inquadra un arco a tutto sesto su piedritti, profilato da una modanatura a doppio risalto e poggiante su una soglia che denuncia il dislivello del piano stradale. Le finestre seguono una disposizione simmetrica, disomogenee tuttavia nelle dimensioni: l'asse principale è definito dal sistema portale balcone, al quale si affiancano una quadrotta a pianterreno e una rettangolare al piano nobile, mentre il livello superiore presenta una coppia di balconi di minore grandezza.

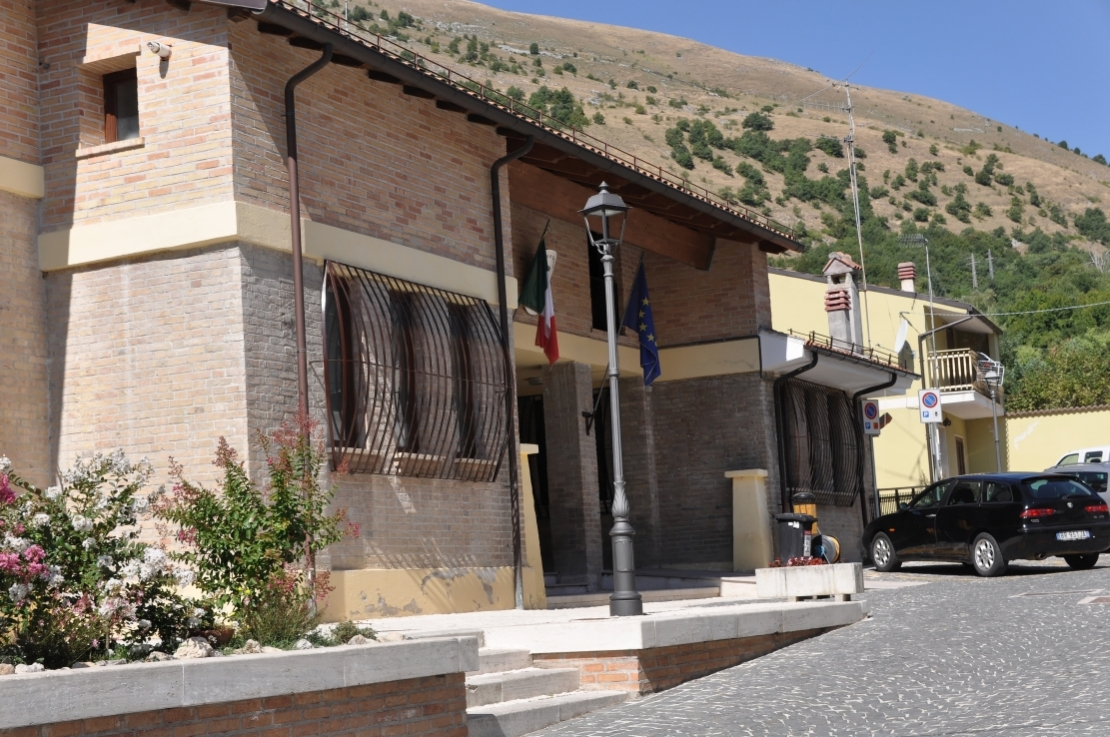
Municipio, sede del Centro di Documentazione delle Tradizioni Popolari

- Fonte Canale: si trova nella contrada del Casale, fuori dall'abitato, e consta di una base d'appoggio in pietra grezza lavorata nella cornice superiore, e con vasca di abbeveratoio molto semplice. Ha solo una cannella da cui sgorga l'acqua di alimentazione.
- Centro di Documentazione delle Tradizioni Popolari: si trova nel palazzo comunale in Piazza Madonna delle Grazie. Il materiale di studio sulla festa dei Serpari di Cocullo è stato raccolto dall'antropologo Alfonso Maria Di Nola. Nel 1997 dopo la scua comparsa, il Comune decise l'istituzione in loco di un centro di documentazione riguardo alla storia della tradizione paesana, allestendo non solo il museo col centro di lettura, ma anche un'organizzazione di manifestazioni ed eventi. Il museo è gestito dall'associazione "Alfonso De Nicola", dotato di una biblioteca tematica con materiale d'antropologia culturale sul rito dei Serpari e sulle tradizioni popolari abruzzesi; vi si conservano opere del Di Nola, gli Atti del convegno che annualmente si tiene in loco, l'archivio delle Tradizioni Popolari e un'emeroteca, oltre alla catalogazione digitale del patrimonio. Dal 2004 è stata allestita una sala multimediale permanente, con la proiezione di materiale audiovisivo d'epoca riguardante la festa di San Domenico.

### Mura e porte
Ancora oggi le mura nella parte più antica del borgo, a ridosso della torre di San Nicola, sono perfettamente individuabili, nella primitiva cinta del XII secolo attorno alla torre e all'ex palazzo baronale, annesse agli edifici fortificati, costruiti in linea di cortina, che avevano analogo carattere difensivo. Le testimonianze sono visibili presso Porta Ruggeri che insieme a Porta di Manno costituisce il principale accesso alla parte vecchia, lungo la ripida scalinata. Successivamente verso il basso c'erano i passaggi coperti ad arco, come Porta Ruggeri in via Sant'Orsola. La muratura comunque si trovava sino ai piedi del borgo, dove sorge il santuario di San Domenico, in via Porta Renovata, recentemente ristrutturata. La muratura segue dunque a strati l'andamento circolare del borgo, che ha aspetto di nido d'aquila, terminando nel vertice in alto della torre.

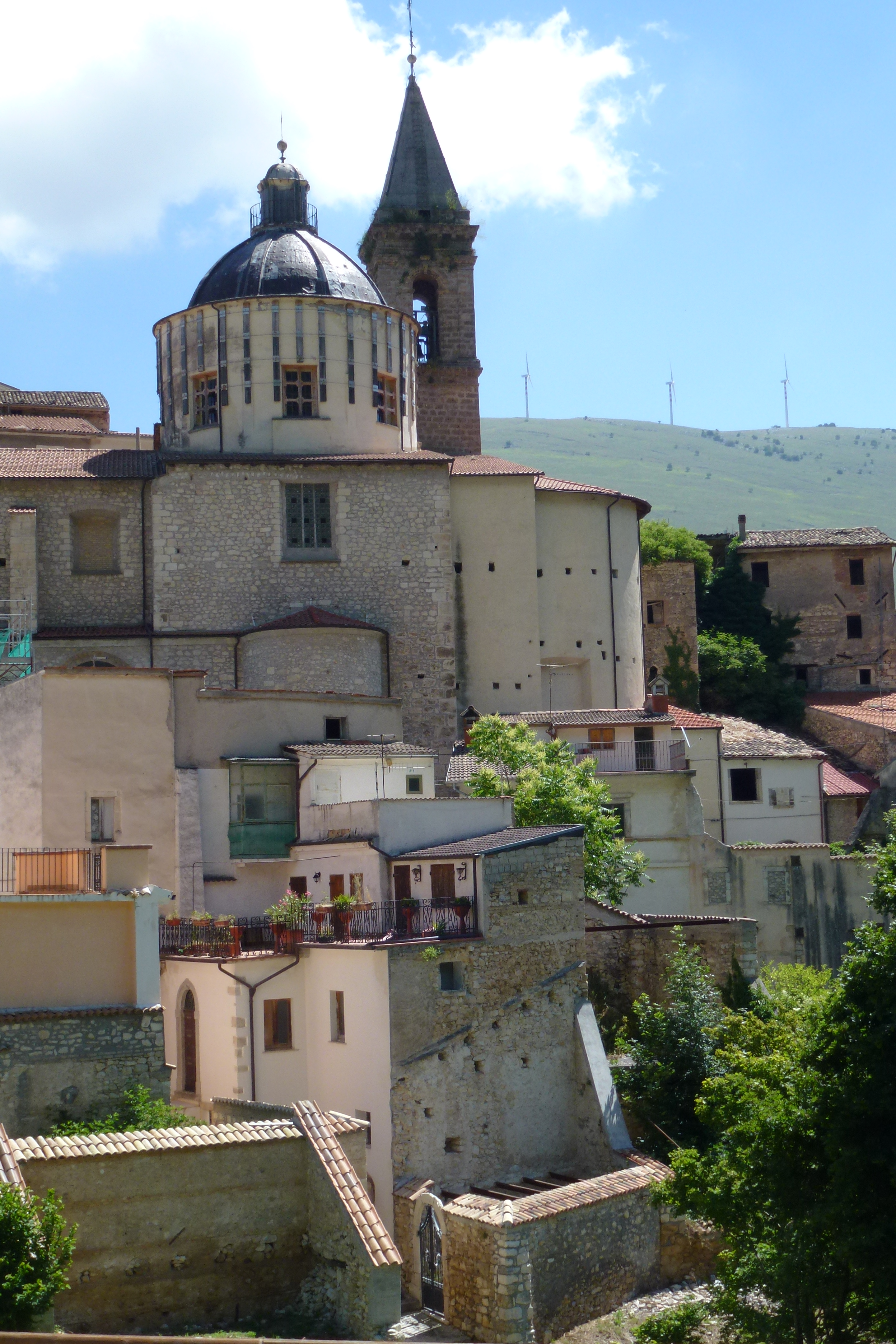
Porta Renovata

- Porta di Manno: posta sulla via omonima, è la porta principale che consente l'accesso al sito di San Nicola (XII secolo), con la torre quadrata, il palazzo baronale e l'ex chiesa. Ha arco ogivale con cornice in pietra concia, poggiante su piedritti che incastrano direttamente nel suolo roccioso: si conservano le mensole d'imposta nel prospetto interno anche un cardine in pietra per l'alloggiamento delle ante. La porta è inserita nella facciata di un'abitazione con esterno intonacato, segno che la porta aveva una torretta di guardia, poi inclusa nelle abitazioni.
- Porta Ruggeri: sulla via omonima, è il secondo accesso al sito di San Nicola, del XIII secolo. Prende il nome dal Conte Ruggeri dei Marsi, signore di Celano, che probabilmente la fece edificare. La porta è in pietra concia, con arco a tutto sesto poggiante su mensole d'imposta e un piedritto a vista, l'altro è stato inglobato nella muratura degli edifici circostanti. Le pareti interne del passaggio con volta a botte, sono in parte costruite sulla roccia del colle, una di essere si apre con ingresso architravato. All'esterno della porta si trova un elegante portale cinquecentesco, con mensole scolpite.
- Porta Renovata: chiusa nel XIX secolo, è stata riaperta di recente, si trova presso il santuario di San Domenico in via Porta Renovata. Legata alle mura, mediante una torretta cilindrica semi inglobata nelle case, ha arco a tutto sesto.

### Parco eolico
Parco eolico di Cocullo, situato nei pressi del paese.

### Casale
La sua unica frazione di Casale, corrisponde all'antica città di Κουκουλον (traslitterato Koukoulon), citata da scrittori antichi e identificabile nella località Triana.
Nella strada per Anversa degli Abruzzi sono state trovate delle tombe del periodo antecedente alla conquista romana.
Nella piccola frazione si trova la chiesetta di Santa Maria in Campo.

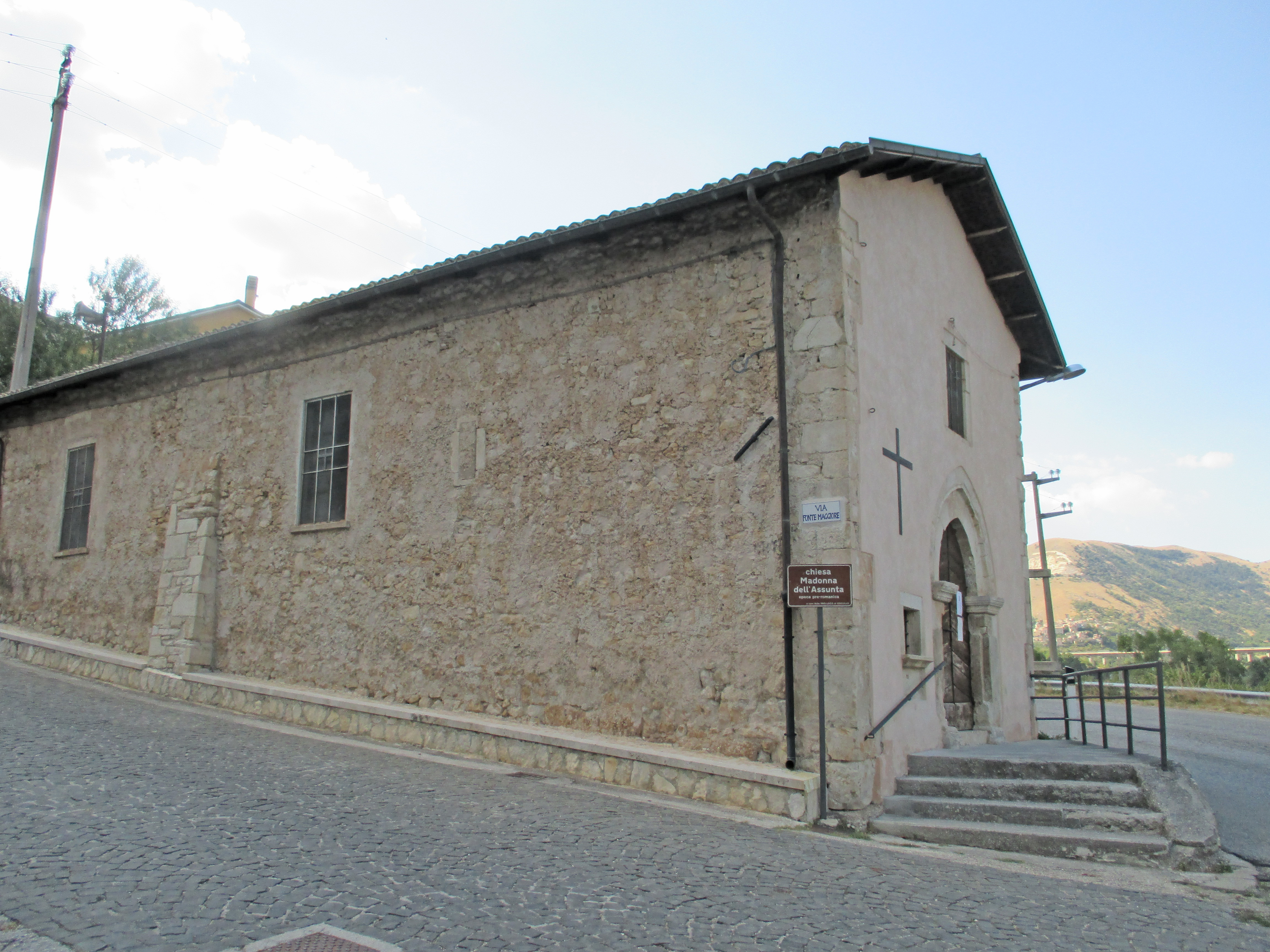
Chiesetta di Santa Maria in Campo di Casale

## Società

### Evoluzione demografica
Abitanti censiti

### Tradizioni e folclore

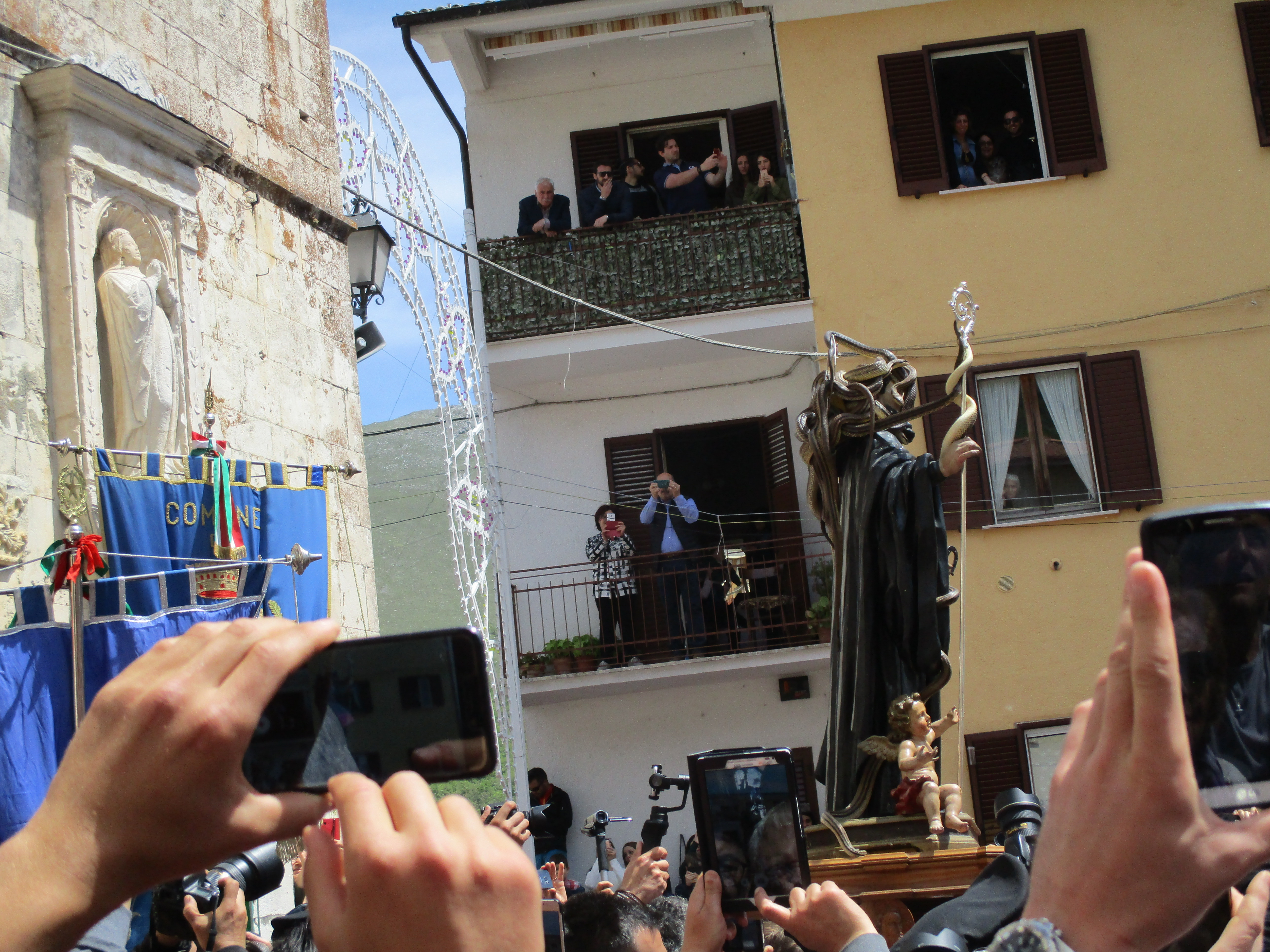
Festa dei serpari

- Festa dei serpari di Cocullo, anche festa di San Domenico, si tiene il primo di maggio, questo in seguito all'art. 1, comma 24, del d.l. 138/2011, convertito dalla legge regionale n. 148/2011. Storicamente la celebrazione si teneva il primo giovedì di maggio. La festa è legata, secondo la tradizione, agli antichi riti pagani celebrati dai Marsi che abitavano la zona. Nel X secolo con l'arrivo del santo Domenico di Sora a Cocullo e Villalago, il rito venne cambiato, il santo offrì protezione ai cittadini donando la reliquie del ferro di mula con cui cavalcava e un suo dente molare, contro la protezione dei morsi delle bestie e delle malattie. Col tempo la festa divenne sempre più al centro dell'attenzione degli studiosi, prendendo rapido sviluppo nel XVIII-XIX secolo, per la sua unicità nella regione, in quanto mescolava riti pagani e devozione cristiana, venendo studiata anche dall'antropologo e archeologo locale Antonio De Nino, e immortalata dagli artisti Michetti e D'Annunzio. La figura del serparo ha origine dal cosiddetto ciarallo, figura sacra risalente al Medioevo, che esercitava le proprie tecniche segrete per la cattura del serpente; nella festa viene usata la specie del cervone detto volgarmente pasturavàcche per il fatto che secondo la leggenda il serpente si innalzerebbe succhiando il latte dalle mammelle delle mucche. Il giorno della festa (ma anche settimane prima del 1º maggio), all'alba i ciaralli si recano nel bosco attorno al paese per la cattura delle serpi, che poi a termine cerimonia rilasciano nella natura. Accumulati in cesti appositi, i serpenti vengono portati nella chiesa dedicata a San Domenico, e al termine della santa messa, con la campanella suonata dai fedeli mediante la bocca, i serpenti vengono divisi, un gruppo è usato per addobbare la statua processionale del santo, gli altri vengono offerti alla popolazione, ai fedeli e ai turisti per avvolgerseli al collo durante il rito processionale. Nei dipinti di Michetti, così come nelle ricerche del Centro Documentazione, in origine i serpenti venivano introdotti anche all'interno della chiesa presso l'altare, ma la disposizione del Vescovo e della Chiesa nel 1968 ne proibì il rito. Oltre alla processione, vengono serviti ai fedeli i pani sacri detti "ciambellati", a memoria di un altro miracolo del santo, che accrebbe la farina di mulino troppo esigua.
- Festa dell'Assunzione: il 15 agosto, si celebra in contrada Casale, con la processione della statua dalla chiesa di Santa Maria.

## Infrastrutture e trasporti

### Strade
Cocullo è raggiungibile principalmente dall'uscita dell'autostrada A25 (E80) da Sulmona direzione Roma-Avezzano, o viceversa. Oltre al casello autostradale, dalla Marsica il paese è raggiungibile dalla Strada provinciale 80 di Ortona dei Marsi, oppure dalla parte di Sulmona percorrendo la strada regionale 479 salendo per Bugnara e attraversando poi Anversa degli Abruzzi mediante contrada Casale. Raggiungibile anche da Scanno percorrendo sempre la strada regionale 479, attraversando Villalago, Castrovalva e Anversa.

### Ferrovie
La stazione di Cocullo è ubicata lungo la Ferrovia Roma-Sulmona-Pescara, lontana circa 1 km dal centro del paese.

## Amministrazione
Elenco dei sindaci di Cocullo dal 1988.

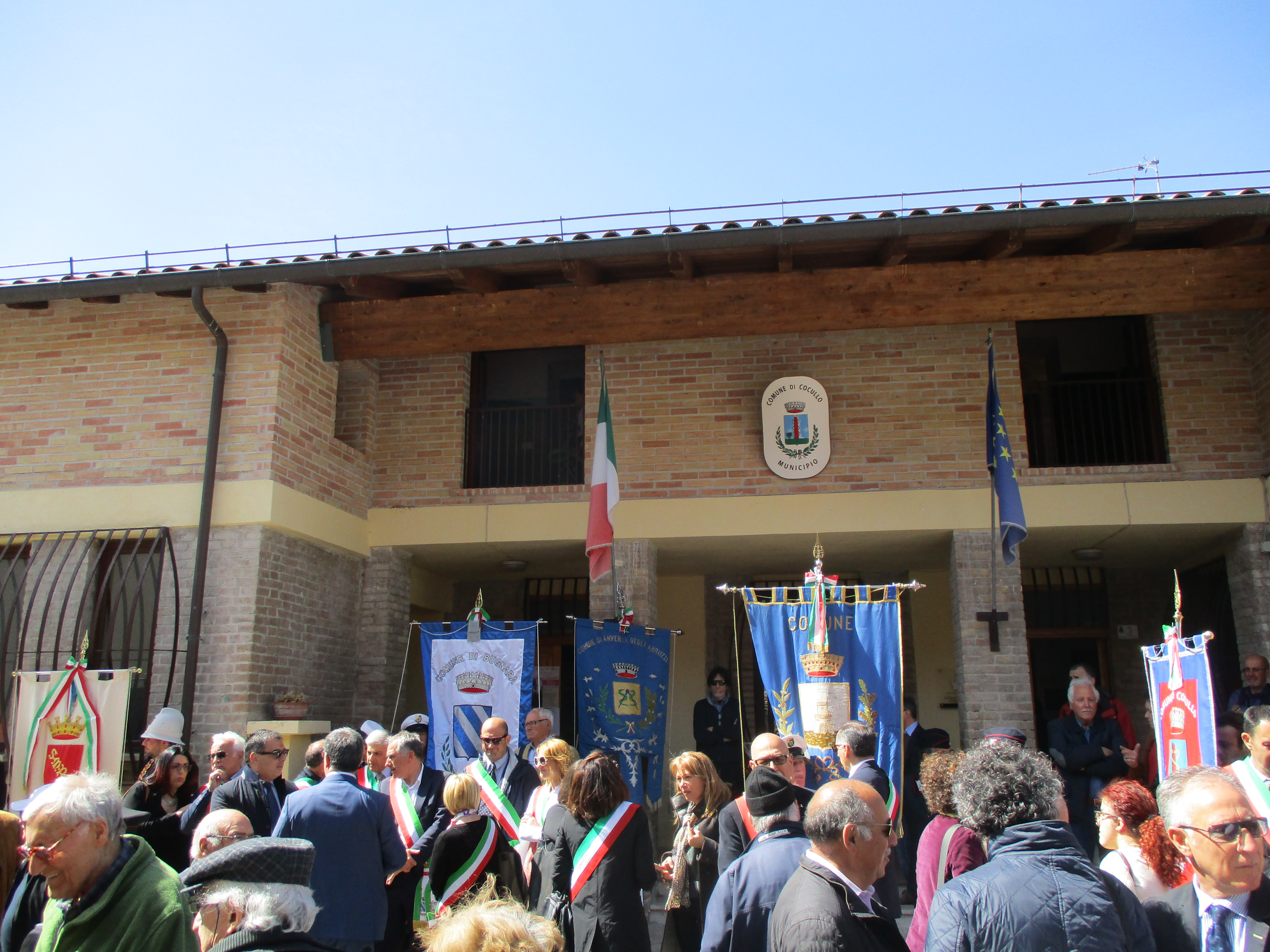
Municipio di Cocullo

| Periodo        | Periodo        | Primo cittadino       | Partito                               | Carica  | Note   |
| -------------- | -------------- | --------------------- | ------------------------------------- | ------- | ------ |
| 27 luglio 1988 | 7 giugno 1993  | Angelo Domenico Manni | Partito Comunista Italiano (PCI)      | Sindaco | [ 9 ]  |
| 7 giugno 1993  | 28 aprile 1997 | Nicola Risio          | Democrazia Cristiana (DC)             | Sindaco | [ 10 ] |
| 28 aprile 1997 | 14 maggio 2001 | Nicola Risio          | Lista civica di centro-sinistra       | Sindaco | [ 11 ] |
| 14 maggio 2001 | 30 maggio 2006 | Anna Diana Risio      | Lista civica                          | Sindaco | [ 12 ] |
| 30 maggio 2006 | 16 maggio 2011 | Nicola Risio          | Lista civica di centro-sinistra       | Sindaco | [ 13 ] |
| 16 maggio 2011 | 6 giugno 2016  | Nicola Risio          | Lista civica Insieme per il progresso | Sindaco | [ 14 ] |
| 6 giugno 2016  | in carica      | Sandro Chiocchio      | Lista civica Insieme per il progresso | Sindaco | [ 15 ] |